# Jan Kawulok
Jan Kawulok (* 27. Januar 1946 in Wisła, Polen; † 23. November 2021) war ein polnischer Skisportler und späterer Skisprungtrainer. Er wurde 1971 polnischer Meister im Skispringen.

## Werdegang
Kawulok begann seine sportliche Laufbahn beim Sportverein LKS Wisła Istebna. Er konnte bereits bei den Junioren einige Erfolge erzielen und wurde in der Saison 1963/64 vom polnischen Skiverband als bester Nachwuchsathlet bei den polnischen Meisterschaften ausgezeichnet.
Kawulok war Teilnehmer bei den Olympischen Winterspielen 1968 im französischen Grenoble. Er belegte den 20. Platz in der Nordischen Kombination. Er nahm auch an den Nordischen Skiweltmeisterschaften 1970 in Vysoké Tatry teil, wo er Rang 17 in der Kombination erreichte.
Mit dem Gewinn der Polnischen Meisterschaft im Skispringen 1971 in Szczyrk konnte Kawulok seinen größten nationalen Erfolg erzielen. Beim 4 × 10-km-Staffellauf gewann er 1972 seinen zweiten Meistertitel. Auch international konnte er FIS-Wettbewerbe gewinnen.
Seit seinem Karriereende 1973 arbeitete Kawulok erfolgreich als Nachwuchstrainer bei KS Wisła Ustronianka und war unter anderem der Skilehrer des späteren polnischen Skisprungmeisters Jan Łoniewski. Am 30. September 2012 enthüllte er eine Gedenktafel in der Wisła Aleja Gwiazd Sport, auf der neben seinem Namen unter anderem auch Adam Małysz verewigt ist.

## Persönliches
Jan Kawulok ist der Cousin des Olympiateilnehmers und nordischen Skisportlers Stanisław Kawulok.